# Jacquet de Berchem
Jacquet Berchem, noto anche come Giachet Berchem o Jakob van Berchem (Berchem, 1505 circa – Monopoli, prima del 2 marzo 1567), è stato un compositore fiammingo del Rinascimento, membro della Scuola franco fiamminga è particolarmente attivo in Italia.
Intorno alla metà del XVI secolo fu particolarmente famoso in Italia per i suoi madrigali, dei quali circa 200 vennero stampati a Venezia, alcuni in edizioni multiple data la grande popolarità dell'autore. In funzione della notevole notorietà del compositore, egli è citato da François Rabelais nel suo romanzo Gargantua e Pantagruel come uno dei più famosi compositori dell'epoca. Lo spartito di uno dei suoi madrigali appare anche in uno dei dipinti di Caravaggio (Suonatore di liuto).

## Biografia
Nacque intorno al 1505 a Berchem (oggi alla periferia di Anversa), nel sud dei Paesi Bassi (oggi Belgio). Nessuna fonte riporta notizie sui primi anni della sua vita. La prima menzione è del 1539 e lo dà presente a Venezia, come molti altri musicisti dei Paesi Bassi. Dal 1538 o 1539 i suoi madrigali vennero ampiamente pubblicati a Venezia da Antonio Gardano. Fra questa data ed il 1546 egli soggiornò a Venezia incrementando sempre più la sua reputazione, e nel 1546 pubblicò il suo primo libro di Madrigali. Prima di allora le sue opere erano state stampate in alcune collezioni comprendenti opere di altri compositori come Jacques Arcadelt, il cui primo libro di madrigali a quattro voci, pubblicato nel 1539, comprende alcune opere di Berchem. Egli fu molto probabilmente allievo di Adrian Willaert, il fondatore della Scuola veneziana e uno dei più famosi musicisti del tempo, e attraverso Willaert ebbe modo di conoscere altri musicisti e la nobiltà veneziana. Ad alcuni di questi aristocratici, compreso il futuro Doge di Venezia Marcantonio Trevisan (doge nel periodo 1553–54 e patrono delle arti), dedicò parte delle sue opere.
Fra il 1546 ed il 1550 Berchem fu maestro di cappella al Duomo di Verona. Alcune delle musiche composte in questo periodo e nei primi anni 1550 sono dedicate a Alfonso II d'Este ed è probabile che egli ambisse ad un impiego presso la corte degli Estensi a Ferrara, ma non vi sono fonti che dimostrino ciò.
Attorno al 1550 Berchem lasciò Verona e cominciò a cercare un impiego in altri stati della penisola italiana. Le sue attività nei primi anni 1550 non sono note, ma sembra che sia stato a Roma per poi giungere a Monopoli, al seguito del nuovo Governatore Vicereale Andrea Marzato, dove incontrò la sua futura moglie, Giustina de Simeonibus, con la quale si sposò nel 1553. Da costei ebbe due figli (Hersilia e Lamberto) e visse pertanto il resto della sua vita a Monopoli in relativo benessere, dato che sia il Governatore Marzato che il vescovo di Monopoli, Ottaviano Preconio, furono suoi protettori; mentre sua moglie proveniva da una famiglia aristocratica. La data esatta della sua morte, come pure tutta l'attività relativa agli ultimi 14 anni della sua vita, è stata ricostruita da Domenico Morgante in base ai manoscritti coevi rinvenuti (e poi pubblicati) nell'Archivio Unico Diocesano di Monopoli, ed è riferibile a prima del 2 marzo 1567.

## Opere
Mentre Berchem compose soltanto alcuni brani di musica sacra – due messe e nove mottetti sono sicuramente attribuite a lui – la sua musica profana comprende oltre 200 pezzi fra quelli giunti fino a noi. La maggior parte di questi sono costituiti da madrigali italiani, mentre gli altri sono delle chanson francesi. La musica sacra è composta in stile relativamente conservatore, utilizzando la tecnica del cantus firmus, canone, ed altre comuni presso la generazione a lui precedente.
Nella musica profana il suo stile andò mutando lungo tutta la sua carriera. I primi madrigali, pubblicati nella collezione del 1546, tendono alla polifonia praticata ampiamente dai musicisti della scuola franco fiamminga, mentre i madrigali successivi, pubblicati nel 1561, sono più omofonici e con sillabe ben scandite, spesso con testi declamati. Il suo soggetto preferito fu l'amore, normalmente contrastato, ed egli mise in musica versi di Petrarca, Ariosto, Luigi Tansillo, Luigi Cassola ed altri. Uno dei suoi più ambiziosi lavori fu la composizione su 91 stanze dell'Orlando furioso di Ariosto, intitolato Capriccio (questo è il primo lavoro noto ad essere intitolato "Capriccio" fra le opere musicali). Questo pezzo apparve nella collezione di madrigali del 1561, pubblicata da Antonio Gardano e dedicata ad Alfonso II d'Este.
Il suo Alla dolc'ombra, pubblicato nel 1544, può essere considerato il primo tentativo di creare un ciclo di madrigali, precedendo in ciò Jan Nasco e Vincenzo Ruffo, madrigalisti attivi in nord Italia nello stesso periodo. I cicli di madrigali furono i precursori dell'opera lirica.

## Influenze

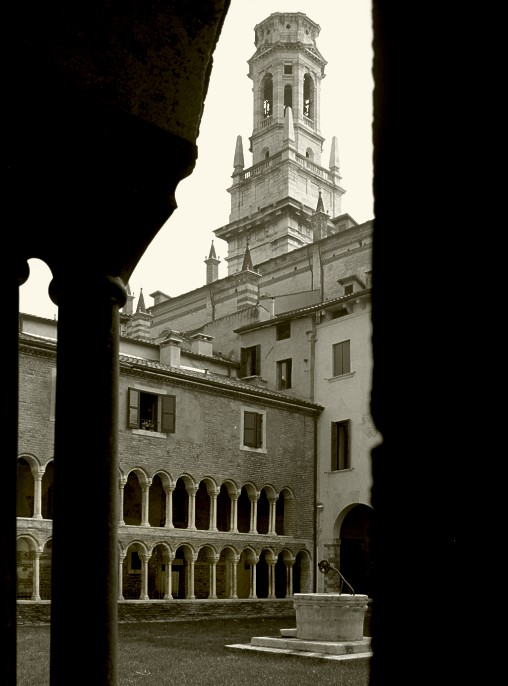
Duomo di Verona: vista dal chiostro del Duomo della torre campanaria del Sanmicheli. Qui Berchem fu maestro di cappella dal 1546 fino al 1550.

I madrigali di Berchem ebbero ampia risonanza e diffusione durante il corso della sua vita. Molti di essi vennero poi stampati in versioni strumentali, per esempio per liuto. Lo spartito di una delle sue composizioni appare nel dipinto Suonatore di liuto del Caravaggio, dipinto circa cinquant'anni dopo la morte del compositore. Musiche di Berchem continuarono ad essere inserite in collezioni stampate nel XVII secolo.
Egli è stato spesso confuso con altri compositori di nome "Jacquet" o "Jacques" (per esempio Jacquet da Mantova, Jacques Buus e Jacquet Brumel, organista a Ferrara e figlio di Antoine Brumel) e questo potrebbe essere stato uno dei motivi per cui cercò di far stampare i suoi madrigali in edizioni che contenessero solo le proprie opere. Nella prefazione alla sua collezione del 1546, di madrigali a cinque voci, egli menziona specificamente "corvi che si vestono in piume di cigno" riferendosi a coloro che si attribuivano le sue composizioni.
François Rabelais menziona Berchem nel prologo del quarto libro di Gargantua e Pantagruel (probabilmente scritto nel 1546), ponendo Berchem come ultimo nella lista dei più illustri musicisti del tempo, lista che inizia con Josquin Desprez e Johannes Ockeghem. Questi illustri musicisti cantano, nella storia, e nel contesto di un lungo racconto di Priapo in cui egli si vanta delle sue straordinarie doti nascoste, una canzone ribalda che cita l'uso di un martello per deflorare una giovane sposa.

## Edizioni moderne
- Jachet Berchem, Il primo libro di madrigali a quattro voci (1555), a cura di Galliano Ciliberti e Giovanni Rota, Bari, Florestano Edizioni, 2010.